# Comunitat de comunes de la Basse-Zorn
La Comunitat de comunes de la Basse-Zorn (oficialment: Communauté de communes de la Basse-Zorn) és una Comunitat de comunes del departament del Baix Rin, a la regió del Gran Est.
Creada al 1994, està formada 7 municipis i la seu es troba a Hœrdt.

## Municipis
1. Bietlenheim
2. Geudertheim
3. Gries
4. Hœrdt
5. Kurtzenhouse
6. Weitbruch
7. Weyersheim